# Sultano di Kedah

Stemma del sultano.

Sultano di Kedah è il titolo del sovrano costituzionale di Kedah, uno dei tredici Stati della Malesia, che sembra possa essere il primo sultanato in assoluto della penisola, nonché una dei più antichi sultanati al mondo, presumibilmente fondato nel 1136.
Le informazioni riguardanti la formazione del sultanato e la storia prima e dopo la sua creazione proviene dagli "Annali di Kedah", scritti nel XVIII secolo, oltre mille anni dopo la formazione del regno di Kedah. Descrive il primo re di Kedah proveniente dalle rive di Kedah come risultato di un attacco di una gigante bestia mitologica.

## Sultani
| Numero | Sultano                                   | Ritratto | Durata regno   |
| ------ | ----------------------------------------- | -------- | -------------- |
| 1      | Mudzafar Shah I di Kedah                  |          | 1136–1179      |
| 2      | Mu'adzam Shah di Kedah                    |          | 1179–1201      |
| 3      | Sultan Muhammad Shah                      |          | 1201–1236      |
| 4      | Mudzaffar Shah II di Kedah                |          | 1236–1280      |
| 5      | Mahmud Shah I di Kedah                    |          | 1280–1321      |
| 6      | Ibrahim Shah di Kedah                     |          | 1321–1373      |
| 7      | Sulaiman Shah I di Kedah                  |          | 1373–1422      |
| 8      | Ataullah Muhammad Shah I di Kedah         |          | 1422–1472      |
| 9      | Muhammad Jiwa Zainal Adilin I di Kedah    |          | 1472–1506      |
| 10     | Mahmud Shah II di Kedah                   |          | 1506–1546      |
| 11     | Mudzaffar Shah III di Kedah               |          | 1546–1602      |
| 12     | Sulaiman Shah II di Kedah                 |          | 1602–1625      |
| 13     | Rijaluddin Muhammad Shah di Kedah         |          | 1625–1651      |
| 14     | Muhyiddin Mansur Shah di Kedah            |          | 1651–1661      |
| 15     | Dziaddin Mukarram Shah I                  |          | 1661–1687      |
| 16     | Ataullah Muhammad Shah II di Kedah        |          | 1687–1698      |
| 17     | Abdullah Mu'adzam Shah di Kedah           |          | 1698–1706      |
| 18     | Ahmad Tajuddin Halim Shah I di Kedah      |          | 1706–1709      |
| 19     | Muhammad Jiwa Zainal Adilin II            |          | 1710–1778      |
| 20     | Abdullah Mukarram Shah di Kedah           |          | 1778–1797      |
| 21     | Dziaddin Mukarram Shah II di Kedah        |          | 1797-1803      |
| 22     | Ahmad Tajuddin Halim Shah II di Kedah     |          | 1803–1843      |
| 23     | Zainal Rashid Al-Mu'adzam Shah I di Kedah |          | 1843–1854      |
| 24     | Ahmad Tajuddin Mukarram Shah              |          | 1854–1879      |
| 25     | Zainal Rashid Mu'adzam Shah II di Kedah   |          | 1879- 1881     |
| 26     | Abdul Hamid Halim Shah                    |          | 1881–1943      |
| 27     | Badlishah di Kedah                        |          | 1943–1958      |
| 28     | Abdul Halim Mu'adzam Shah                 |          | 1958–2017      |
| 29     | Sallehuddin di Kedah                      |          | 2017-in carica |

Fonte: (EN) Kedah State Public Library, The genealogy of His Highnesses, in Our Sultan, 2003. URL consultato il 29 agosto 2010 (archiviato dall'url originale l'11 ottobre 2016).